# دارینا میفکووا
دارینا میفکووا (ایتالیایی: Darina Mifkova؛ زادهٔ ۲۴ مهٔ ۱۹۷۴) بازیکن زن والیبال اهل ایتالیا بود. وی در بازی‌های المپیک تابستانی ۲۰۰۰ شرکت کرده‌است.